# Nekrolog 3. Quartal 1911
Nekrolog
◄◄
| ◄
| 1907
| 1908
| 1909
| 1910
| 1911 | 1912 | 1913 | 1914 | 1915 | ► | ►►
1. Quartal |
2. Quartal |
3. Quartal |
4. Quartal 1911
Weitere Ereignisse | Allgemeiner Nekrolog 1911
Die Beschreibung der verstorbenen Person sollte so kurz wie möglich gehalten sein und nur deren signifikante Tätigkeit(en) enthalten.
Neue Namen ggf. auch unter dem Geburts- und Sterbedatum, also etwa unter 1. Januar und im Geburts- und Sterbejahr (2024) eintragen (nur bei entsprechender großer Wichtigkeit). Für Beispiele siehe die schon vorhandenen Artikel.
Außerdem über die fünf zuletzt Verstorbenen, zu denen es einen ausreichend guten Artikel für eine Präsentation auf der Hauptseite gibt, nach der todesbedingten Überarbeitung der Artikel ggf. auch unter Wikipedia Diskussion:Hauptseite informieren und sie am besten auch in den anderen Wikipedia-Sprachversionen eintragen. Tipp: Regelmäßig bei news.google.de nach „ist tot“, „gestorben“ oder „verstorben“ suchen.
Wenn eine Person gestorben ist, gibt es viele Seiten zu dieser Person in der Wikipedia, die davon auch betroffen sind und entsprechend aktualisiert werden müssen. Beispiele: Namenübersichtsseite, Geburtsjahr, Geburtsort-Seiten und viele mehr.
Wie finde ich die betroffenen Seiten?
Im Suchfeld auf der linken Seite gibt man den Suchbegriff so ein: „Vorname Nachname“. Dann klickt man auf Volltext und alle Seiten mit entsprechendem Suchtext werden aufgerufen. Hier sieht man dann schnell, wo auch das Todesjahr Sinn macht oder sogar ein Teil des Artikels angepasst werden muss. Auch hilft das „Werkzeug“ auf der linken Seite sehr gut, um solche Seiten aufzufinden: „Links auf diese Seite“. Somit ist die Wikipedia wieder aktuell in allen Bereichen! Hinweis: bei Eintragung der Kategorie „Gestorben JAHR“ wird der Missbrauchsfilter 49 ausgelöst, was jedoch nicht schlimm ist. Siehe: Spezial:Missbrauchsfilter/49
Dies ist eine Liste von im dritten Quartal 1911 verstorbenen bekannten Persönlichkeiten. Die Einträge erfolgen innerhalb der einzelnen Daten alphabetisch sortiert. Tiere sind im Nekrolog für Tiere zu finden.

## Juli
| Tag      | Name                               | Beruf, bekannt als                                                              | Alter | Beleg |
| -------- | ---------------------------------- | ------------------------------------------------------------------------------- | ----- | ----- |
| 1. Juli  | Smith Ely junior                   | US-amerikanischer Politiker                                                     | 86    |       |
| 1. Juli  | Hugo Merguet                       | deutscher Altphilologe und Pädagoge                                             | 70    |       |
| 2. Juli  | Clement Anselm Evans               | US-amerikanischer Jurist, Historiker, Autor und Brigadegeneral                  | 78    |       |
| 2. Juli  | Felix Mottl                        | österreichischer Dirigent und Komponist                                         | 54    |       |
| 2. Juli  | Louis-Xavier de Ricard             | französischer Schriftsteller und Journalist                                     | 68    |       |
| 3. Juli  | Carl Folcker                       | schwedischer Turner                                                             | 22    |       |
| 3. Juli  | Ernst Hoeltzer                     | deutscher Telegraphist und Fotograf                                             | 76    |       |
| 3. Juli  | Karl Friedrich Würtenberger        | deutscher Heimatdichter                                                         | 72    |       |
| 4. Juli  | Friedrich Crull                    | deutscher Arzt, Historiker, Archivar, Heraldiker                                | 88    |       |
| 4. Juli  | Otto Girndt                        | deutscher Schriftsteller                                                        | 76    |       |
| 4. Juli  | William Henry Koontz               | US-amerikanischer Politiker                                                     | 80    |       |
| 5. Juli  | Maria Pia von Savoyen              | Prinzessin von Italien und Königin von Portugal                                 | 63    |       |
| 5. Juli  | George Johnstone Stoney            | irischer Physiker                                                               | 85    |       |
| 6. Juli  | Hanna Barwinok                     | ukrainische Schriftstellerin                                                    | 83    |       |
| 6. Juli  | Alexandra von Sachsen-Altenburg    | russische Großfürstin                                                           | 80    |       |
| 6. Juli  | Otto Voges                         | deutscher Mediziner                                                             | 44    |       |
| 7. Juli  | Edward Dicey                       | englischer Journalist und Essayist                                              | 79    |       |
| 7. Juli  | Carl Haunold                       | österreichischer Maler und Librettist                                           | 79    |       |
| 7. Juli  | Samuel de Lange                    | niederländisch-deutscher Organist, Lehrer und Komponist                         | 71    |       |
| 7. Juli  | Alexander C. Mitchell              | US-amerikanischer Politiker                                                     | 50    |       |
| 7. Juli  | Helene Ross                        | deutsche Malerin                                                                | 83    |       |
| 7. Juli  | Paul Tschackert                    | deutscher Kirchenhistoriker                                                     | 63    |       |
| 8. Juli  | Theodor Haas                       | deutscher Philatelist                                                           | 62    |       |
| 8. Juli  | Rosa von der Osten-Hildebrandt     | königlich sächsische Hofschauspielerin                                          | 60    |       |
| 9. Juli  | Friedrich Wilhelm Steinkopf        | deutscher Beamter, Oberbürgermeister von Mülheim am Rhein                       | 68    |       |
| 9. Juli  | Ödön Vajda                         | ungarischer Zisterzienser, Gymnasiallehrer und Abt des Klosters Zirc            | 77    |       |
| 10. Juli | Georg Behrmann                     | deutscher evangelischer Theologe, Senior des geistlichen Ministeriums           | 64    |       |
| 10. Juli | Pierre Émile Levasseur             | französischer Wirtschaftswissenschaftler und Geograph                           | 82    |       |
| 10. Juli | August Oncken                      | deutscher Nationalökonom                                                        | 67    |       |
| 10. Juli | Paul Vogel                         | deutscher Klassischer Philologe, Schuldirektor in Leipzig                       | 55    |       |
| 11. Juli | Friedrich-Franz von Brühl          | preußischer Standesherr und Politiker                                           | 62    |       |
| 11. Juli | Merritt Giffin                     | US-amerikanischer Diskuswerfer                                                  | 23    |       |
| 11. Juli | Ernst Grawitz                      | deutscher Mediziner                                                             | 51    |       |
| 12. Juli | Richard Bärwinkel                  | deutscher evangelischer Theologe                                                | 71    |       |
| 12. Juli | Júlia da Costa                     | brasilianische Dichterin                                                        | 67    |       |
| 13. Juli | Auguste Longnon                    | französischer Historiker, Romanist, Mediävist und Toponomastiker                |       |       |
| 13. Juli | William B. Shattuc                 | US-amerikanischer Diplomat und Politiker (Republikanische Partei)               | 70    |       |
| 14. Juli | Hugo John                          | deutscher Unternehmer                                                           | 53    |       |
| 14. Juli | Sigmund Meyer                      | deutscher Unternehmer und Bankier                                               | 71    |       |
| 14. Juli | Charles Johann Palmié              | deutscher Maler                                                                 | 47    |       |
| 14. Juli | Hermann Senator                    | deutscher Mediziner und Hochschullehrer                                         | 76    |       |
| 15. Juli | Luise von Alten                    | deutsche Hofdame der britischen Königin Victoria                                | 78    |       |
| 15. Juli | Karl Eppinger                      | österreichischer Politiker                                                      | 58    |       |
| 16. Juli | August Harambašić                  | kroatischer Dichter, Schriftsteller, Publizist, Übersetzer und Politiker        | 50    |       |
| 16. Juli | Friedrich Sander                   | deutscher Domänenpächter und Politiker (NLP), MdR                               | 79    |       |
| 17. Juli | Rufino José Cuervo                 | kolumbianischer Romanist, Hispanist und Sprachwissenschaftler                   | 66    |       |
| 17. Juli | Georg Wenker                       | deutscher Sprachwissenschaftler                                                 | 59    |       |
| 18. Juli | Hermann Adler                      | Oberrabbiner des Vereinigten Königreichs (1891–1911)                            | 72    |       |
| 18. Juli | Friedrich Eichlam                  | deutscher Botaniker                                                             |       |       |
| 18. Juli | Rudolf von Fischer-Benzon          | deutscher Gymnasiallehrer und Landesbibliothekar                                | 72    |       |
| 19. Juli | John Beddoe                        | britischer Anthropologe                                                         | 84    |       |
| 19. Juli | René Binet                         | französischer Architekt                                                         |       |       |
| 19. Juli | Walther Hesse                      | deutscher Mediziner und Mikrobiologe                                            | 64    |       |
| 19. Juli | Manuel Iradier                     | spanischer Afrikaforscher und Erfinder                                          | 57    |       |
| 20. Juli | František Ladislav Chleborad       | tschechischer Arbeiterführer und Vertreter der Selbsthilfegruppen               | 71    |       |
| 20. Juli | Hermann Schubert                   | deutscher Mathematiker                                                          | 63    |       |
| 20. Juli | Gustav Adolf Visscher van Gaasbeek | niederländischer Architekt                                                      | 51    |       |
| 21. Juli | Edmund Cooper                      | US-amerikanischer Politiker                                                     | 89    |       |
| 21. Juli | Detlef Detlefsen                   | deutscher Rechtswissenschaftler                                                 | 77    |       |
| 21. Juli | Bernhard Schröter                  | deutscher Maler                                                                 | 62    |       |
| 22. Juli | Józef von Kościelski               | polnischer Politiker, MdR, Poet und Dramatiker                                  | 65    |       |
| 23. Juli | Maurice Fournier                   | französischer Motorrad- und Automobilrennfahrer                                 | 30    |       |
| 24. Juli | Ernst Raban von Canstein           | preußischer Landwirt                                                            | 71    |       |
| 24. Juli | Ezra C. Carleton                   | US-amerikanischer Politiker                                                     | 72    |       |
| 24. Juli | George Washington Kipp             | US-amerikanischer Politiker                                                     | 64    |       |
| 24. Juli | Albert Schinzinger                 | deutscher Chirurg                                                               | 84    |       |
| 25. Juli | Filippo Capocci                    | italienischer Organist und Komponist                                            | 71    |       |
| 25. Juli | María del Monte Carmelo            | spanische katholische Ordensgründerin                                           | 63    |       |
| 26. Juli | Hermann Ferdinand Hitzig           | Schweizer Rechtshistoriker                                                      | 43    |       |
| 27. Juli | Colmar Grünhagen                   | deutscher Archivar und Historiker                                               | 83    |       |
| 29. Juli | Joseph Lauterer                    | deutsch-australischer Mediziner, Biologe, Völkerkundler und Reiseschriftsteller | 62    |       |
| 29. Juli | Karl Reininger                     | österreichischer Politiker, Mitglied des Österreichischen Abgeordnetenhauses    | 59    |       |
| 30. Juli | Bodo von Bodenhausen               | deutscher Verwaltungsbeamter und Rittergutsbesitzer                             | 51    |       |
| 30. Juli | Adolphe Deslandres                 | französischer Komponist und Organist                                            | 71    |       |
| 30. Juli | Heinrich Schrader                  | deutscher Musikdirektor, Chorleiter, Hoforganist und Professor                  | 67    |       |
| 31. Juli | Otto Ladendorf                     | deutscher Philologe                                                             | 38    |       |

## August
| Tag        | Name                                    | Beruf, bekannt als                                                                           | Alter | Beleg |
| ---------- | --------------------------------------- | -------------------------------------------------------------------------------------------- | ----- | ----- |
| 1. August  | Edwin Austin Abbey                      | US-amerikanischer Maler und Illustrator                                                      | 59    |       |
| 1. August  | Samuel Arza Davenport                   | US-amerikanischer Politiker                                                                  | 77    |       |
| 1. August  | Samuel Dörr                             | österreichischer Verwaltungsbeamter                                                          | 86    |       |
| 1. August  | Konrad Duden                            | deutscher Philologe und Herausgeber des ersten deutschen Rechtschreibwörterbuchs             | 82    |       |
| 1. August  | Friedrich Mie                           | deutscher Althistoriker und Gymnasiallehrer                                                  | 46    |       |
| 2. August  | Albert Burckhardt                       | Schweizer Historiker und Politiker (FDP)                                                     | 56    |       |
| 2. August  | Lorenz Held                             | deutscher Turner und Turnfunktionär                                                          | 76    |       |
| 2. August  | Christian Oppermann                     | deutscher Verwaltungsjurist und Kommunalbeamter                                              | 61    |       |
| 2. August  | Wilhelm Tham                            | schwedischer Industrieller und Reichstagsabgeordneter                                        | 71    |       |
| 3. August  | Reinhold Begas                          | deutscher Bildhauer und Maler                                                                | 80    |       |
| 3. August  | Edward Murphy junior                    | US-amerikanischer Politiker                                                                  | 74    |       |
| 3. August  | Emil Pauls                              | deutscher Apotheker und Heimatforscher                                                       | 70    |       |
| 4. August  | Carl Alfred Brattström                  | Kaufmann und Senator der Hansestadt Lübeck                                                   | 63    |       |
| 4. August  | Heinemann Vogelstein                    | deutscher liberaler Rabbiner                                                                 | 70    |       |
| 5. August  | Albert de Gingins                       | schweizerisch-deutscher Hundezüchter und Begründer des deutschen Hundewesens                 | 52    |       |
| 5. August  | Anton Josef Gruscha                     | österreichischer Erzbischof, Kardinal                                                        | 90    |       |
| 5. August  | Paul Vitzthum von Eckstädt              | sächsischer Offizier, zuletzt General der Infanterie                                         | 61    |       |
| 5. August  | Karl Alexander von Winkler              | deutschbaltischer Maler                                                                      | 51    |       |
| 6. August  | Florentino Ameghino                     | argentinischer Naturforscher, Zoologe, Paläontologe, Geologe und Anthropologe                | 57    |       |
| 6. August  | George Edward Cokayne                   | britischer Heraldiker und Genealoge                                                          | 86    |       |
| 6. August  | Hermann von Randow                      | preußischer General und Schriftsteller                                                       | 64    |       |
| 7. August  | Badea Cârțan                            | rumänischer Schäfer                                                                          | 62    |       |
| 8. August  | Friedrich Wilhelm Berger                | deutscher konservativer Politiker, MdL (Königreich Sachsen)                                  | 67    |       |
| 8. August  | William P. Frye                         | US-amerikanischer Politiker                                                                  | 80    |       |
| 9. August  | George Washington Gordon                | amerikanischer Heeresoffizier und Politiker                                                  | 74    |       |
| 9. August  | Ferdinand Worms                         | deutscher Theaterschauspieler, Theaterregisseur und Sänger (Bass)                            | 63    |       |
| 10. August | Heinrich von Poschinger                 | deutscher Schriftsteller und Historiker                                                      | 65    |       |
| 10. August | Friedrich Schaettgen                    | deutscher Unternehmer und Politiker (Zentrum), MdR                                           | 64    |       |
| 11. August | August Bösch                            | Schweizer Bildhauer                                                                          | 53    |       |
| 12. August | Jules Brunet                            | Mitglied der Militärmission des Zweiten Kaiserreichs Frankreichs zum Japanischen Kaiserreich | 73    |       |
| 12. August | Jozef Israëls                           | niederländischer Maler jüdischer Herkunft                                                    | 87    |       |
| 12. August | Henry C. Loudenslager                   | US-amerikanischer Politiker                                                                  | 59    |       |
| 12. August | Raimund Stillfried von Rathenitz        | österreichischer Offizier, Maler und Fotograf                                                | 72    |       |
| 13. August | Levi H. Dowling                         | US-amerikanischer Schriftsteller, Prediger, Pastor und Wegbereiter des New Age               | 67    |       |
| 13. August | Viktor Hofmann                          | russischer Dichter, Schriftsteller und Übersetzer                                            | 27    |       |
| 13. August | Friedrich Hug                           | deutscher Stiftungsverwalter und Politiker (Zentrum), MdR                                    | 72    |       |
| 13. August | Otto Schultz                            | deutscher Medailleur und Münzeisenschneider                                                  | 62    |       |
| 14. August | Raban von Canstein                      | österreichischer Jurist                                                                      | 65    |       |
| 15. August | Julius Keller                           | deutscher Philologe                                                                          | 64    |       |
| 15. August | Albert Ladenburg                        | deutscher Chemiker                                                                           | 69    |       |
| 16. August | Paul Georges Dieulafoy                  | französischer Mediziner, Chirurg                                                             | 71    |       |
| 16. August | Patrick Francis Moran                   | irischer Geistlicher, Erzbischof und Kardinal von Sydney                                     | 80    |       |
| 16. August | Karl Munzinger                          | Schweizer Komponist und Chorleiter                                                           | 68    |       |
| 16. August | Hampus von Post                         | schwedischer Agrarwissenschaftler und Geologe                                                | 88    |       |
| 16. August | Richard Vopelius                        | Unternehmer, Verbandsvertreter, Abgeordneter                                                 | 67    |       |
| 17. August | Emil von Fürth                          | österreichischer Politiker                                                                   | 47    |       |
| 17. August | Myrtle Reed                             | US-amerikanische Autorin                                                                     | 36    |       |
| 18. August | Henry James, 1. Baron James of Hereford | britischer Politiker, Mitglied des House of Commons und Jurist                               | 82    |       |
| 18. August | Otto Kirn                               | lutherischer Theologe und Hochschullehrer                                                    | 54    |       |
| 20. August | Karoline Gronemann                      | österreichische Pionierin der Frauenberufsbildung                                            | 42    |       |
| 22. August | Thomas Place                            | niederländischer Physiologe und Hochschullehrer                                              | 68    |       |
| 22. August | Theodor Scheimpflug                     | Entdecker der fotografischen Regel                                                           | 45    |       |
| 23. August | Wilhelm Frank                           | deutscher Geistlicher, Schriftsteller und Politiker (Zentrum), MdR                           | 53    |       |
| 23. August | Kurt Mickoleit                          | deutscher Schriftsteller                                                                     | 37    |       |
| 23. August | Tony Offermans                          | niederländischer Maler, Aquarellist und Zeichner                                             | 56    |       |
| 24. August | Ludwig Herzfeld                         | deutscher Jurist                                                                             | 91    |       |
| 24. August | Wilhelm Middeldorf                      | deutscher Ingenieur des Wasserbaus, Wegbereiter der Emscherregulierung                       | 53    |       |
| 24. August | Stepan Iwanowitsch Radtschenko          | russischer Sozialdemokrat und Revolutionär                                                   | 42    |       |
| 25. August | Henriette Hirschfeld-Tiburtius          | erste deutsche Zahnärztin                                                                    | 77    |       |
| 25. August | Jules Röthlisberger                     | Schweizer Bauingenieur                                                                       | 60    |       |
| 25. August | Anton Emanuel Schönbach                 | österreichischer Germanist und Literaturwissenschaftler                                      | 63    |       |
| 27. August | Robert Kircher                          | deutscher Kaufmann und Mitglied des Preußischen Abgeordnetenhauses                           | 58    |       |
| 27. August | Charles D. Martin                       | US-amerikanischer Politiker                                                                  | 82    |       |
| 27. August | Robert Wuku                             | österreichischer Geistlicher, Theologe und Autor                                             | 57    |       |
| 28. August | Zygmunt Idzikowski                      | polnischer Lyriker                                                                           |       |       |
| 29. August | Asaf Jah VI.                            | Nizam des indischen Fürstenstaates Hyderabad (1869–1911)                                     | 45    |       |
| 30. August | Max Menger                              | österreichischer Jurist und Politiker                                                        | 72    |       |
| 30. August | Otto Wendt                              | deutscher Rechtswissenschaftler                                                              | 65    |       |
| 31. August | Georg Foerster                          | deutscher Beamter und Wirklicher Geheimer Oberregierungsrat                                  | 74    |       |
|            | Wassili Wassiljewitsch Kühner           | russischer Komponist                                                                         | 71    |       |
|            | Elisabeth Tondeur                       | deutsche Theaterschauspielerin                                                               | 71    |       |

## September
| Tag           | Name                                         | Beruf, bekannt als                                                                     | Alter | Beleg |
| ------------- | -------------------------------------------- | -------------------------------------------------------------------------------------- | ----- | ----- |
| 1. September  | Benjamin Grierson                            | US-amerikanischer Brigadegeneral                                                       | 85    |       |
| 1. September  | Joseph von Kopp                              | bayerischer Verwaltungsbeamter                                                         | 81    |       |
| 1. September  | Ludwig Scheuermann                           | deutscher Maler                                                                        | 51    |       |
| 2. September  | Christian Brunhart                           | liechtensteinischer Politiker                                                          | 59    |       |
| 2. September  | Roger Q. Mills                               | US-amerikanischer Politiker                                                            | 79    |       |
| 2. September  | Johann Christoph Moser                       | Schweizer Politiker                                                                    | 92    |       |
| 2. September  | August Töpfer                                | deutscher Lehrer und Entwerfer für das Kunstgewerbe                                    | ≈77   |       |
| 3. September  | Bernhard Hanssen                             | deutscher Architekt und Politiker, MdHB                                                | 67    |       |
| 3. September  | Engelbert Kayser                             | deutscher Designer und Zinngießer                                                      |       |       |
| 03. September | Ernst Seegers                                | deutscher Buntpapiersammler                                                            | 71    |       |
| 3. September  | Karl von Voigt                               | preußischer Generalleutnant z.D.                                                       | 70    |       |
| 4. September  | Alexandre Bougault                           | französischer Fotograf und Verleger                                                    | 59    |       |
| 4. September  | Christian Fink                               | deutscher Organist, Chorleiter und Komponist                                           | 80    |       |
| 4. September  | Jacob Albert Strupler                        | Schweizer Ingenieur                                                                    | 71    |       |
| 4. September  | Henry Overton Wills III                      | britischer Industrieller und Wohltäter                                                 | 82    |       |
| 5. September  | Engelbert Buxbaum                            | deutscher Maschinenbauer und Politiker (Zentrum), MdR                                  | 80    |       |
| 5. September  | Hugo von Graevenitz                          | preußischer Rittergutsbesitzer, Beamter und Politiker                                  | 89    |       |
| 5. September  | Eugen Hussak                                 | österreichischer Mineraloge                                                            | 55    |       |
| 5. September  | Henry Robert Rose                            | britischer Organist und Hochschullehrer                                                | 57    |       |
| 6. September  | Matthias Goebbels                            | katholischer Geistlicher und Kirchenmaler                                              | 75    |       |
| 7. September  | Friedrich Breitfuss                          | russischer Philatelist                                                                 | 59    |       |
| 7. September  | Karl Fichtel                                 | deutscher Industrieller und Kommerzienrat                                              | 48    |       |
| 8. September  | Jan Puzyna de Kosielsko                      | polnischer Kardinal und Bischof von Krakau                                             | 68    |       |
| 9. September  | Francis Andrew March                         | US-amerikanischer Philologe und Autor                                                  | 85    |       |
| 10. September | Edward H. Funston                            | US-amerikanischer Politiker                                                            | 74    |       |
| 10. September | Wilhelm Tobien                               | deutscher Lehrer, Regionalhistoriker und Autor                                         | 74    |       |
| 11. September | William Robertson Boggs                      | General der Konföderierten Staaten von Amerika im Amerikanischen Bürgerkrieg           | 82    |       |
| 11. September | Frank Charles Bunnell                        | US-amerikanischer Politiker                                                            | 69    |       |
| 11. September | James P. Latta                               | US-amerikanischer Politiker                                                            | 66    |       |
| 12. September | José María Gamboa                            | mexikanischer Botschafter                                                              | 55    |       |
| 12. September | Christian Leopold                            | deutscher Gynäkologe                                                                   | 65    |       |
| 13. September | Raimundo Correia                             | brasilianischer Lyriker und Jurist                                                     | 52    |       |
| 14. September | Hermann von Malotki                          | deutscher General der preußischen Armee                                                | 80    |       |
| 14. September | Karl Ludwig Pichler                          | deutscher Anglist und Romanist                                                         | 80    |       |
| 15. September | Andreas von Seisser                          | deutscher Staatssekretär                                                               | 73    |       |
| 16. September | Hishida Shunsō                               | japanischer Maler                                                                      | 36    |       |
| 16. September | Édouard de Nieuport                          | französischer Radrennfahrer, Flugpionier und Unternehmer                               | 36    |       |
| 16. September | Heinrich Schwieger                           | deutscher Bauingenieur                                                                 | 65    |       |
| 16. September | George Henry Verrall                         | britischer Politiker, Botaniker und Entomologe                                         | 63    |       |
| 16. September | Edward Whymper                               | britischer Bergsteiger                                                                 | 71    |       |
| 17. September | Thomas Henry Carter                          | US-amerikanischer Politiker                                                            | 56    |       |
| 17. September | Max Liebermann von Sonnenberg                | deutscher Offizier, Politiker und MdR                                                  | 63    |       |
| 18. September | Rudolf von Caemmerer                         | preußischer Offizier, zuletzt Generalleutnant sowie Militärschriftsteller              | 66    |       |
| 18. September | Edmond H. Madison                            | US-amerikanischer Politiker                                                            | 45    |       |
| 18. September | Pjotr Arkadjewitsch Stolypin                 | russischer Politiker                                                                   | 49    |       |
| 18. September | Robert von Wurmb                             | königlich-preußischer Generalleutnant                                                  | 76    |       |
| 19. September | Reuben Knecht Bachman                        | US-amerikanischer Politiker                                                            | 77    |       |
| 19. September | Georg Hermann Schröder                       | Schulrat                                                                               | 78    |       |
| 20. September | John Thomas Caine                            | US-amerikanischer Politiker                                                            | 82    |       |
| 21. September | James Curtis Hepburn                         | amerikanischer Missionar und Sprachforscher in Japan                                   | 96    |       |
| 21. September | Wilhelm Langenbach                           | Landtagsabgeordneter Großherzogtum Hessen                                              |       |       |
| 21. September | Ahmed Urabi Pascha                           | ägyptischer Offizier und Führer der Urabi-Bewegung                                     | 70    |       |
| 21. September | Johannes Proelß                              | deutscher Schriftsteller                                                               | 58    |       |
| 21. September | Philipp von Zaleski                          | polnisch-österreichischer Politiker und Jurist                                         | 74    |       |
| 22. September | Victor Cadet                                 | französischer Schwimmer und Wasserballspieler                                          | 33    |       |
| 22. September | Julius Glückert                              | deutscher Möbelfabrikant                                                               | 63    |       |
| 22. September | Oskar Kellner                                | deutscher Agrikulturchemiker und Tierernährungswissenschaftler                         | 60    |       |
| 23. September | Daniel O’Reilly                              | US-amerikanischer Jurist und Politiker                                                 | 73    |       |
| 23. September | Samuel Oettli                                | Schweizer evangelischer Geistlicher und Hochschullehrer                                | 65    |       |
| 23. September | William Farrand Prosser                      | US-amerikanischer Politiker                                                            | 77    |       |
| 23. September | Adolf van der Venne                          | österreichischer Genre- und Pferdemaler                                                | 83    |       |
| 24. September | Wilhelm Cloetta                              | Schweizer Romanist                                                                     | 53    |       |
| 25. September | Dmitri Grigorjewitsch Bogrow                 | russischer Attentäter                                                                  | 24    |       |
| 25. September | Russell J. Waters                            | US-amerikanischer Politiker                                                            | 68    |       |
| 26. September | Joseph Déruaz                                | Schweizer römisch-katholischer Geistlicher und Bischof von Lausanne, Genf und Freiburg | 85    |       |
| 27. September | Auguste Michel-Lévy                          | französischer Petrograph, Mineraloge und Geologe                                       | 67    |       |
| 27. September | Fletcher D. Proctor                          | US-amerikanischer Politiker                                                            | 50    |       |
| 28. September | Charles F. Manderson                         | US-amerikanischer Politiker                                                            | 74    |       |
| 28. September | Ferdinand Mungenast                          | österreichischer Architekt                                                             | 63    |       |
| 28. September | Bernard Redwood                              | britischer Olympiasieger im Motorbootfahren                                            | 36    |       |
| 29. September | Hans Brühlmann                               | Schweizer Maler                                                                        | 33    |       |
| 29. September | Paul Engelhard                               | deutscher Flugpionier                                                                  | 43    |       |
| 29. September | Julius von Michel                            | deutscher Augenarzt                                                                    | 68    |       |
| 29. September | Henry Stafford Northcote, 1. Baron Northcote | Generalgouverneur Australiens                                                          | 64    |       |
|               | Hermann Franzius                             | preußischer Verwaltungsbeamter                                                         |       |       |
|               | Michael von Kalkstein                        | deutscher Rittergutsbesitzer und Politiker, MdR                                        | 81    |       |